# Brihaspa nigricostella
Brihaspa nigricostella là một loài bướm đêm trong họ Crambidae.